# John Johansson (1882–1948)
John Johansson, född 15 februari 1882 i Nättraby socken, död 6 maj 1948 i Ingelstad, Östra Torsås socken, var en svensk jordbrukslärare och ungdomsledare.
John Johansson var son till lantbrukaren Johan Peter Olsson. Efter jordbrukspraktik samt genomgång av lantmannaskola och folkhögskola utexaminerades Johansson 1912 från Alnarps lantbruksinstitut. Han var 1912–1913 förste lärare vid Ulvhälls lantbruksskola utanför Strängnäs och 1913–1914 extra lärare vid Alnarp, där han samtidigt genomgick husdjurskonsulentkurs. 1914–1916 var han förste lärare vid Bollerups lantbruksskola, och från 1916 var han föreståndare för Grimslövs folkhögskola. 1919–1934 ledde han jordbrukskurser för folkskollärare. Han företog studieresor till Danmark, Tyskland, Norge och Finland.
Johansson gjorde en aktiv och uppmärksammad insats inom Jordbrukare-Ungdomens Förbund, där han var flitigt anlitad både i det inre arbetet och som uppskattad föredragshållare. 1935 blev han styrelseledamot där, och 1939–1944 var ha förbundets ordförande. Som rektor och JUF-ledare kom Johansson att verksamt stöda folkbildningssträvandena. Han publicerade ett stort antal uppsatser i JUF-bladet och i fack- och lokalpressen. I Skatelövs landskommun innehade han ett flertal kommunala uppdrag, och 1935–1938 var han ledamot av Kronobergs läns landsting.